# Aparat panoramiczny

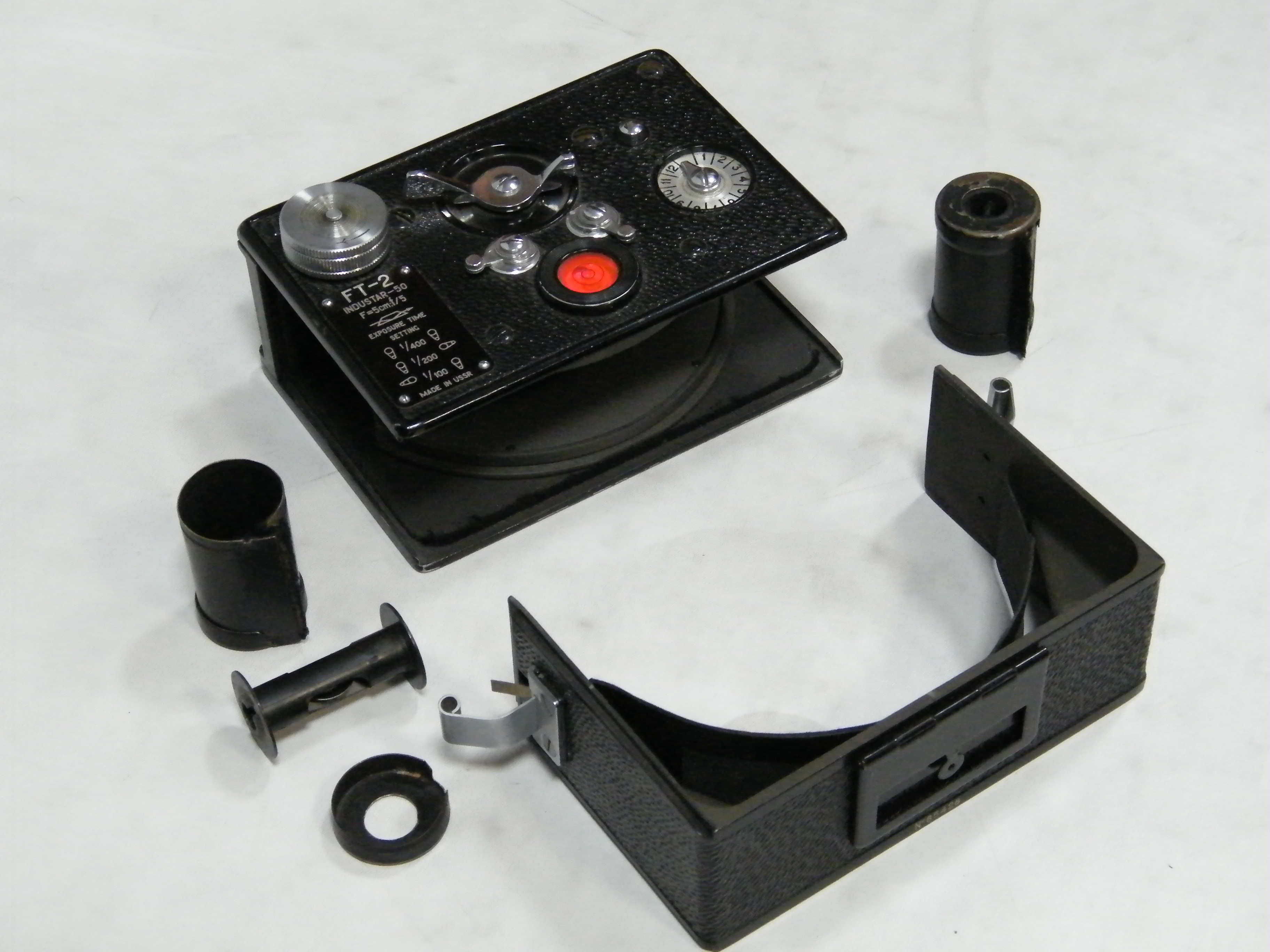
FT-2 z błoną umieszczoną na wewnętrznej powierzchni walca

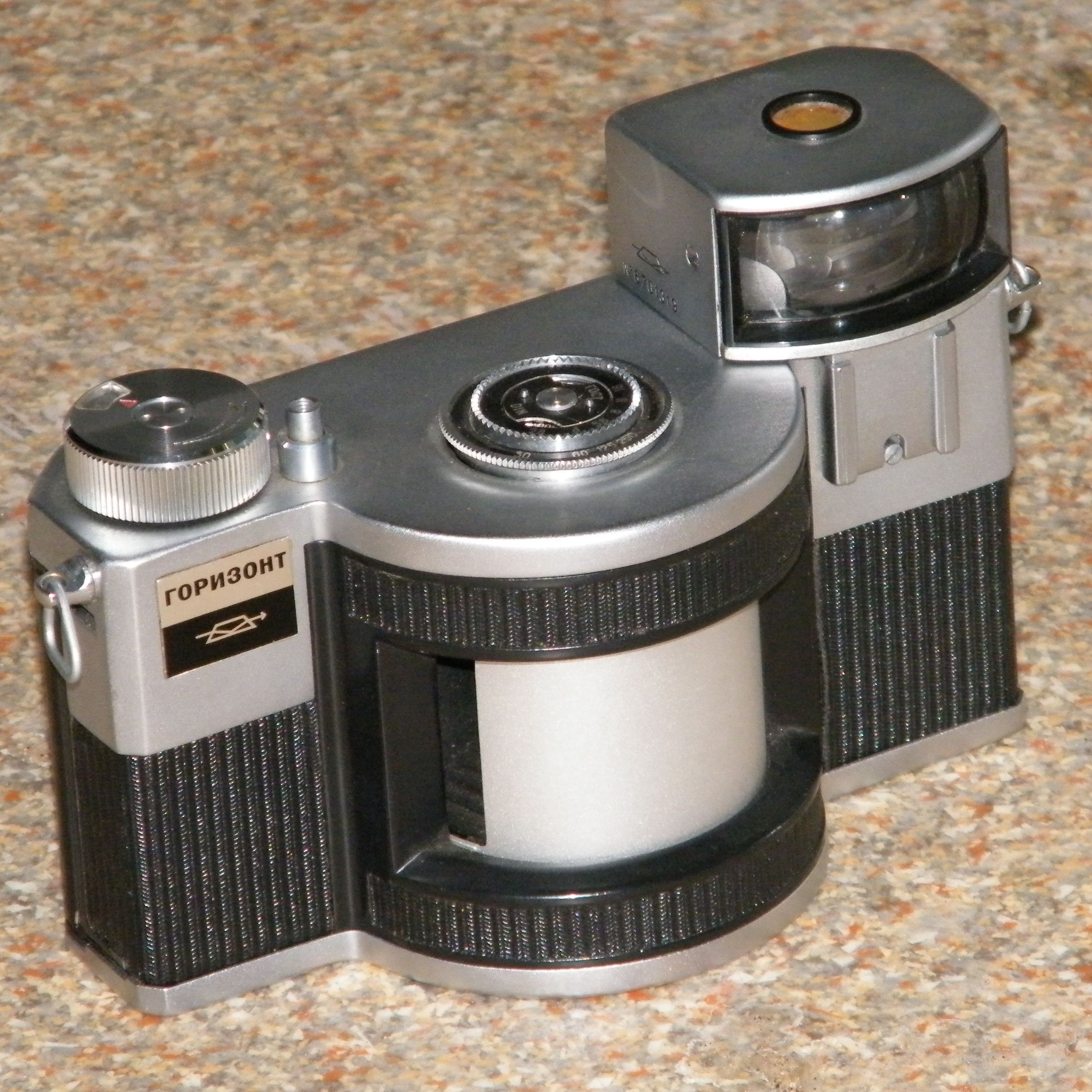
Horizon 202 z ruchomym obiektywem i ruchomą błoną

Aparat panoramiczny – aparat fotograficzny do robienia zdjęć panoramicznych.
Rodzaje aparatów:
1. aparat z obiektywem szerokokątnym na błonę o formacie panoramy,
2. aparaty naświetlające błonę lub matrycę przez szczelinę w czasie ruchu:
  - ruchomy obiektyw naświetla błonę umieszczoną na wewnętrznej powierzchni walca,
  - ruchomy obiektyw naświetla ruchomą błonę,
  - ciągłe naświetlanie matrycy albo błony przewijanej synchronicznie z obrotem całego aparatu.